# Płaskowyż Polarny
Płaskowyż Polarny (ang. Polar Plateau, South Polar Plateau) – pokryty czapą lodową płaskowyż w centralnej części Antarktydy Wschodniej, obszar wokół bieguna południowego.

## Nazwa
Region płaskowyżu wokół bieguna jako pierwszy nazwał w 1909 roku Ernest Shackleton (1874–1922) – King Edward VII Plateau . Kolejną nazwę nadała mu w 1911 roku wyprawa Amundsena na biegun południowy – Kong Haakon VII Vidde . Współcześnie funkcjonuje powszechnie nazwa South Polar Plateau .

## Geografia
Płaskowyż Polarny leży w centralnej części Antarktydy Wschodniej . Wznosi się na wysokość 2500–3000 m i w całości pokryty jest czapą lodową, której grubość dochodzi do 3000 m . W jego środkowej części znajduje się biegun południowy .

## Historia
Płaskowyż został odkryty w czasie wyprawy Shackletona w 1909 roku . Ekspedycja dotarła tu pokonując Lodowiec Beardmore’a .